# Marius Ulfrstad
Marius Leonhard Moaritz Ulfrstad, född den 11 september 1890 på Ellingsøya i Ålesund, död den  29 oktober 1968 i Oslo, var en norsk tonsättare.
Ulfrstad studerade musik i Kristiania (nuvarande Oslo) och Berlin. Han fortsatte sina studier för Respighi, Pizzetti och Ravel och uppbar stipendium för att fördjupa sig inom östeuropeisk och orientalisk musik. Ulfrstad var repetitör och regissör vid Opera Comique i Oslo 1918–1921. Han var musikkritiker i Aftenposten 1922–1940 och i Morgenposten 1945–1947. Ulfrstad beviljades konstnärslön från staten 1936. Han grundade den norska sektionen av Internationella samfundet för samtida musik. Sven E. Svensson skriver i Svensk Uppslagsbok: "Med ur norskt språk och motivmaterial utvunna melodiska tonfall i impressionistisk belysning har Ulfrstad komponerat scenmusik, kantater, symfonier, orkestersviter, pianokonsert, 2 violinkonserter, kammarmusik, pianoverk, cirka 200 koraler o.a. körsånger, 200 solosånger och 800 melodier till dikter på landsmål".